# Kauhava
Kauhava is een gemeente en stad in de Finse provincie West-Finland en in de Finse regio Zuid-Österbotten. De gemeente heeft een landoppervlakte van 1.313,85 km² en telt 15.116 inwoners (2022).
De gemeente Kauhava ging in 2009 samen met de buurgemeenten Alahärmä, Ylihärmä en Kortesjärvi.